# Yazıcık, Pozantı
Yazıcık là một xã thuộc huyện Pozantı, tỉnh Adana, Thổ Nhĩ Kỳ. Dân số thời điểm năm 2009 là 255 người.